# Gyémántlazac
A gyémántlazac (Moenkhausia pittieri) a sugarasúszójú halak (Actinopterygii) osztályának pontylazacalakúak (Characiformes) rendjébe, ezen belül a pontylazacfélék (Characidae) családjába tartozó faj.

## Előfordulása
A gyémántlazac Dél-Amerikában, azon belül Venezuela területén honos. Általában a vizek középső rétegeiben él.

## Megjelenése
Testhossza legfeljebb 6 centiméter. Teste sárgás, ezüstös színezetű, pikkelyei gyémántosan irizálnak.

## Életmódja
Trópusi halként, a gyémántlazac a 24-28 Celsius-fokos vízhőmérsékletet, valamint a 6-7 pH-értékű vizet kedveli. Ragadozóként az élő zsákmányt kedveli, főleg a férgeket, kis rákokat és rovarokat.

## Szaporodása
A lerakott ikrák száma a 300-at is elérheti. Az ivadékok 24 óra alatt kelnek ki és további három nap múlva kiúsznak.

## Felhasználása
Kedvelt akváriumi hal, emiatt ipari mértékben tenyésztik és kereskednek vele. Az akváriuma legalább 80 centiméter hosszú kell hogy legyen; rajhalként fajtársaira van szüksége, emiatt legalább 5 vagy ennél több példány tartása ajánlott.

## Képek

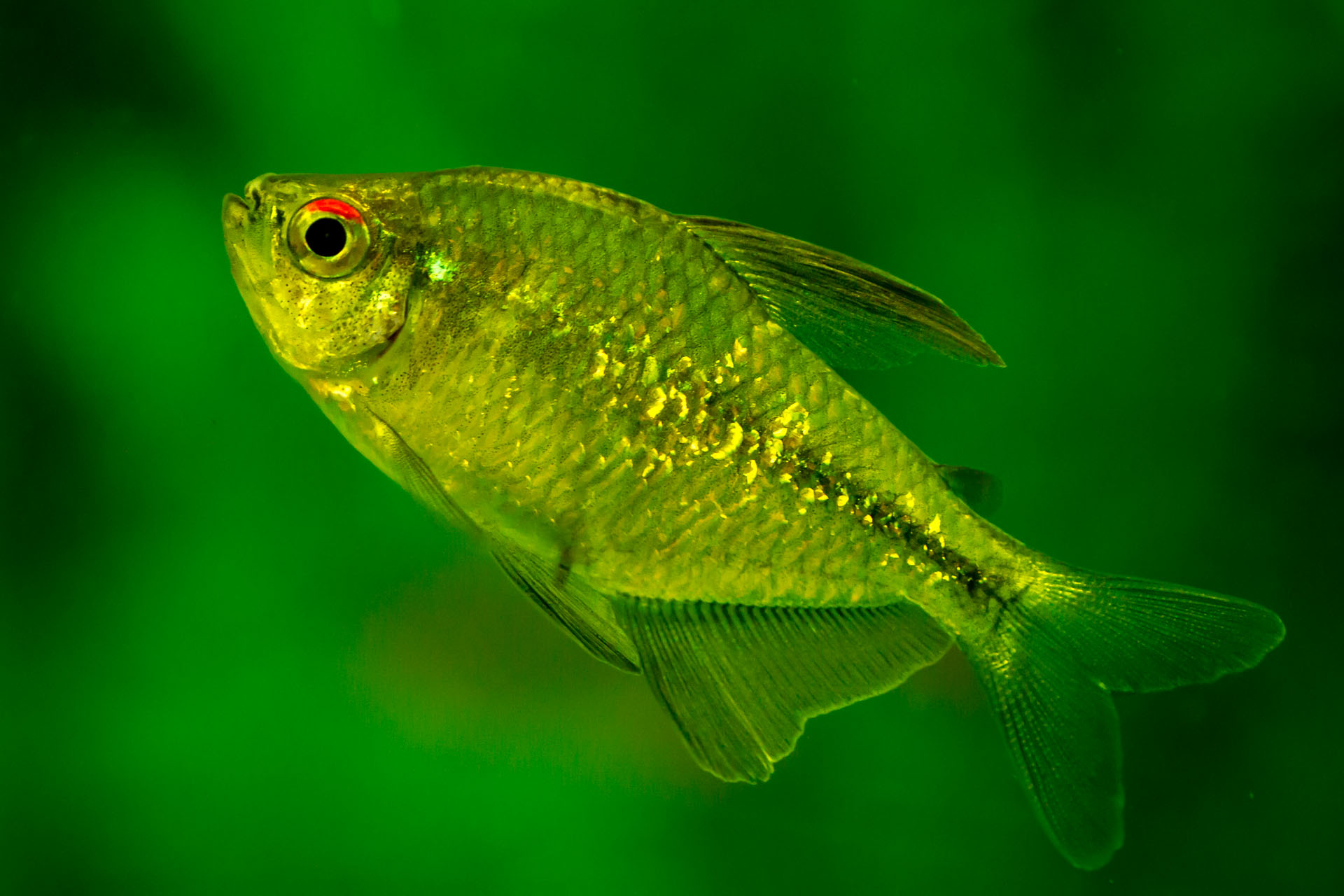
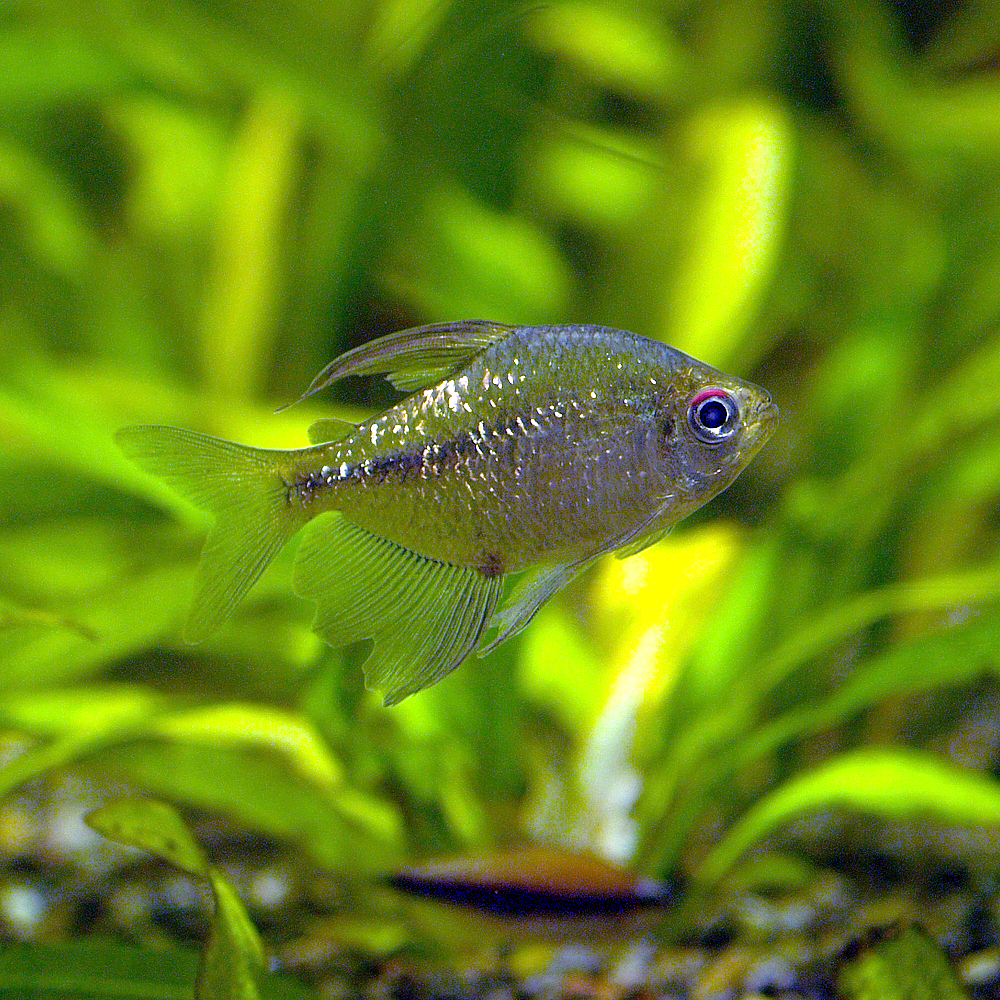
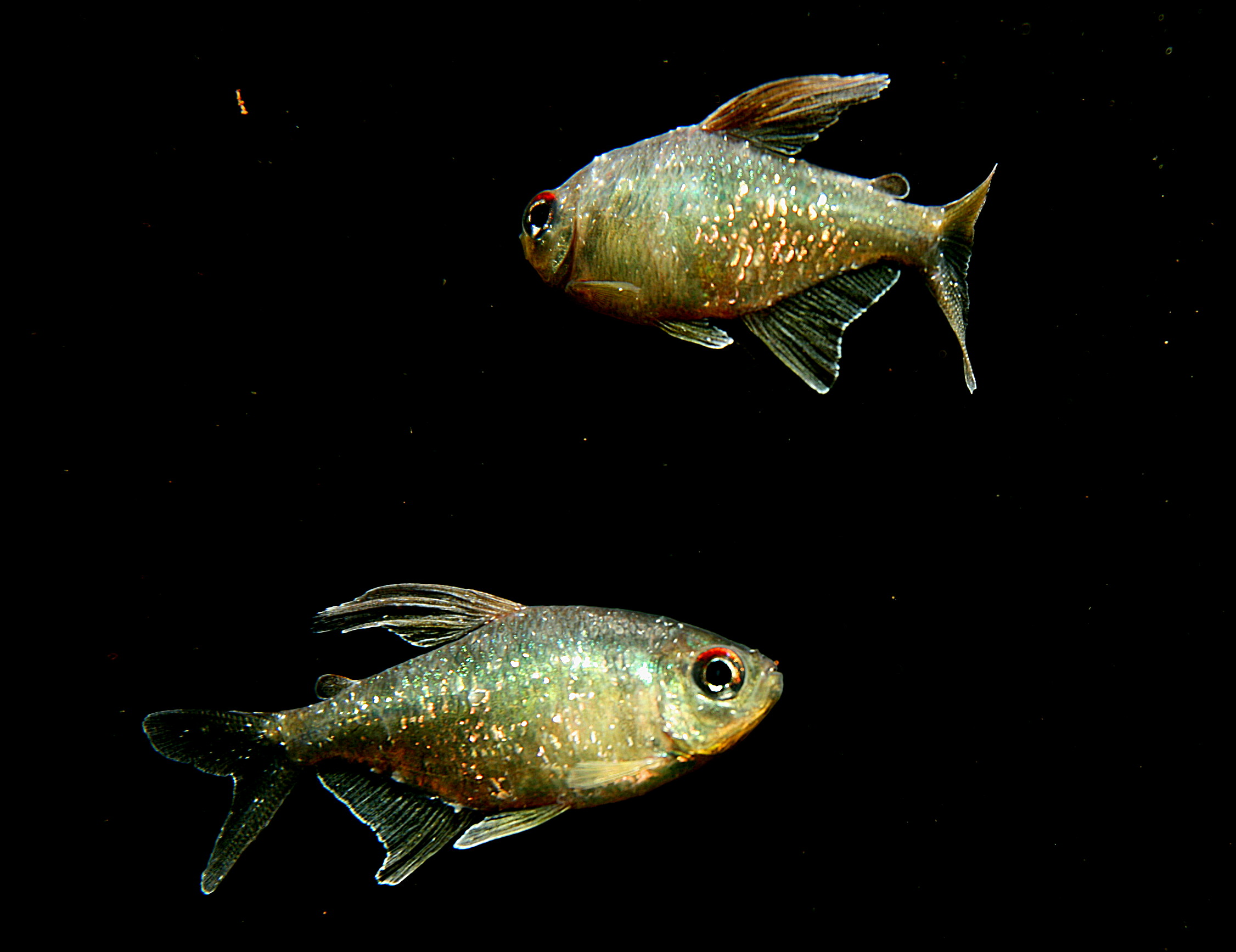
Két hím
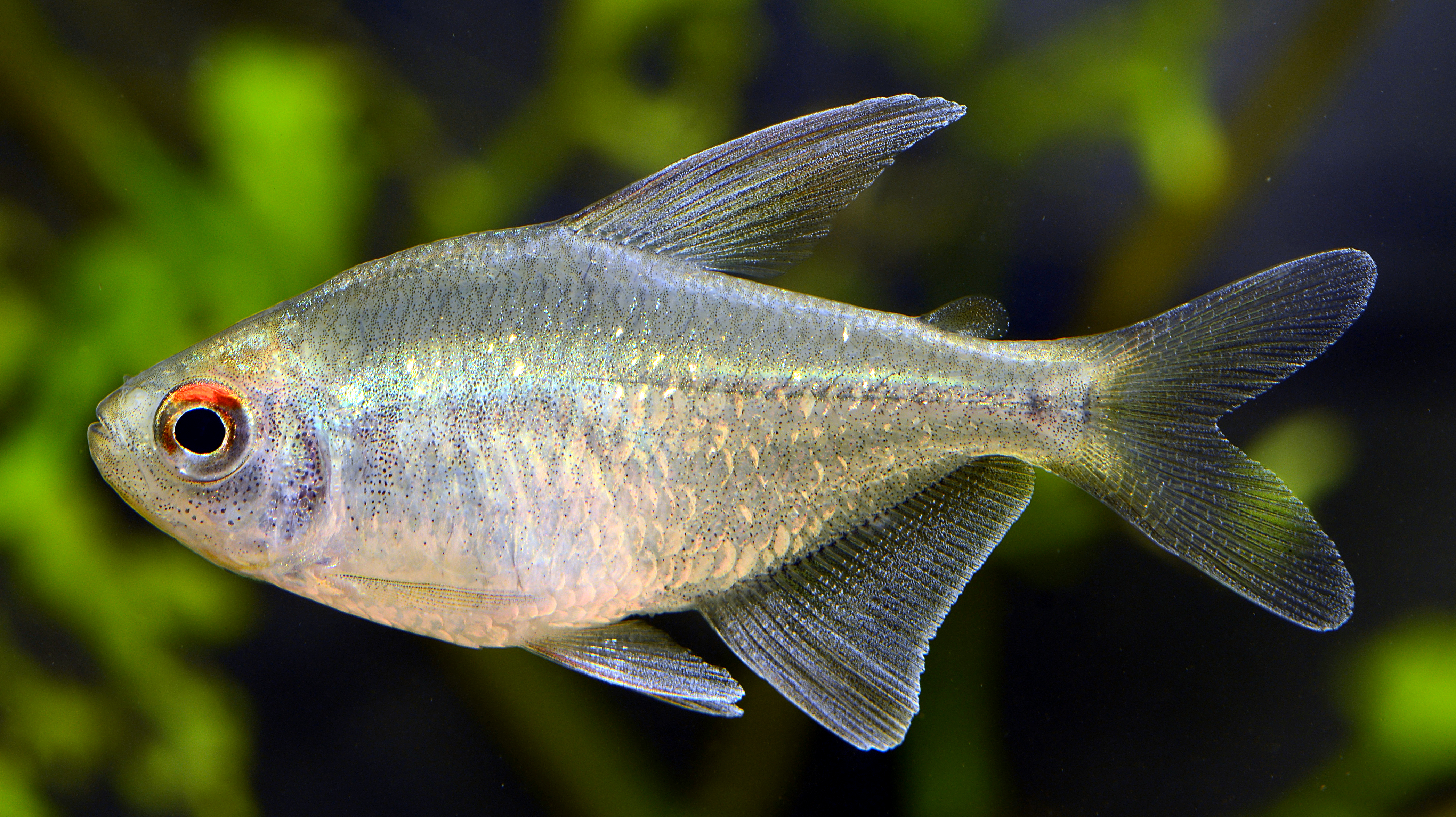
Fiatal példány